# Kamui Kobayashi
Kamui Kobayashi (n. 13 septembrie 1986, Amagasaki, Japonia) este un pilot de Formula 1.
Kamui a participat în Formula 3 Euro Series, GP2 Series și GP2 Asia Series. A câștigat titlul de campion în competiția GP2 Asia Series în anul 2009.

## Cariera în Formula 1
| Sezon | Echipă                  | Număr puncte | Loc clasament general |
| ----- | ----------------------- | ------------ | --------------------- |
| 2007  | Panasonic Toyota Racing | Pilot teste  | -                     |
| 2008  | Panasonic Toyota Racing | Pilot teste  | -                     |
| 2009  | Panasonic Toyota Racing | 3            | 18                    |
| 2010  | BMW Sauber F1 Team      | 32           | 12                    |
| 2011  | Sauber F1 Team          | 30           | 12                    |
| 2012  | Sauber F1 Team          | 60           | 12                    |